# World Institute of Scientology Enterprises
Das World Institute of Scientology Enterprises (WISE) wurde 1979 gegründet. Es ist ein weltweiter gemeinnütziger Verband von Scientology-Unternehmen, die die Managementtechniken von L. Ron Hubbard in ihren Unternehmen verwenden.
WISE International befindet sich in Los Angeles, wo sich auch das internationale Management von Scientology befindet.
Offizielles Ziel ist es, als Dachverband dafür Sorge zu tragen, dass Mitglieder – durch Lizenzverträge an WISE gebunden – Hubbards Verwaltungstechnologie umfassend verbreiten, indem die Ethikprinzipien, Kodizes und Grundsätze von Scientology nach und nach in die gesamte Geschäftswelt hineingebracht werden.
WISE-Mitglieder müssen sich verpflichten, den WISE-Kodex einzuhalten. Unter anderem dürfen sie bei Streitigkeiten mit anderen WISE-Mitgliedern keine Gerichte anrufen, sondern müssen sich auf Scientology-interne Verfahren beschränken. Die Mitgliederbeiträge betragen je nach Mitgliedschaftsstufe jährlich zwischen 250 und 36.000 US-Dollar (2005). Dazu müssen je nach Geschäftstyp noch wöchentlich sechs bis zehn Prozent des Umsatzes abgeliefert werden.
WISE-Mitglieder sind unter anderem in der Personalberatung, Unternehmensberatung, Personalausbildung und in der Immobilienbranche tätig.
WISE erklärt offiziell, nicht mit Scientology verbunden zu sein. Andererseits erklärte Scientology in ihrem Antrag beim Internal Revenue Service:

“[WISE was] formed to accomplish several objectives with respect to expanding the religion and disseminating secular applications of the technology throughout society. It assures that Scientologists who operate commercial enterprises do not interfere with church activities by conducting or soliciting business on church premises or hiring church staff members. It provides a chaplain service to its members by providing them means to settle disputes in accordance with the Scientology ethics and justice systems. It also is responsible for licensing commercial enterprises offering secular services under the Scientology or Dianetics marks or secular works derived from Mr. Hubbard's copyrighted works to ensure usage does not violate the Scriptures.”

„[WISE wurde] gegründet um verschiedene Ziele zu erreichen im Hinblick auf die Expansion der Religion und Verbreitung von weltlichen Anwendungen der Technologie in der ganzen Gesellschaft. Es stellt sicher, dass Scientologen, die kommerzielle Geschäfte führen, nicht die Kirchenaktivitäten stören, indem sie ihre Geschäfte auf dem Boden der Kirche durchführen oder bewerben oder indem sie Mitarbeiter der Kirche anstellen. Es stellt seinen Mitgliedern einen Kaplan-Dienst zur Verfügung, mittels dessen sie Streitigkeiten nach den Regeln des Scientology Ethik und Gerechtigkeitssystems bereinigen können. Es ist ebenfalls verantwortlich, kommerziellen Unternehmen Lizenzen zu erteilen, wenn sie weltliche Dienstleistungen der Scientology- oder Dianetik-Marken anbieten oder weltliche Werke, die abgeleitet sind von Mr. Hubbard's geschützten Werken, um sicherzustellen, dass der Gebrauch nicht die Schriften verletzt.“

Laut 1998 veröffentlichtem Endbericht der Enquète-Kommission des Deutschen Bundestages „Sogenannte Sekten und Psychogruppen“ benannte 1990 der derzeit für WISE amtierende Internationale Direktor die Aufgaben von WISE auf einer Jahresfeier der International Association of Scientologists wie folgt:

„[…] Wir haben mittlerweile viele Einflußbereiche innerhalb der Gesellschaft durch die Anwendung der L.R.H. [L. Ron Hubbard]-Technologie auf vielen verschiedenen Gebieten. Solch ein Gebiet ist die Geschäftswelt, in der wir einen Dschungel von Out-Ethik und willkürliche Lösungen durch die standardgemäße Verwaltungstechnologie von L. Ron Hubbard ersetzen. Das geschieht durch das World Institute of Scientology Enterprises = WISE. WISE hat die Zielsetzung, Ethik in die Geschäftswelt einzuführen und durch die Verbreitung von L.R.H.'s Errungenschaften auf dem Gebiet der Verwaltung Vernunft walten zu lassen. Mit tausenden von Mitgliedern in mehr als 22 Ländern verschafft sich WISE einen immer größer werdenden Einfluß auf die Gesellschaft. Eine Anzahl großer Weltfirmen haben von WISE-Mitgliedern Dienstleistungen erhalten. […]“

Im Herbst 2021 wurde WISE in Russland als „unerwünschte Organisation“ eingestuft.